# Monday Night Wars
Monday Night Wars er en periode inden for amerikansk wrestling fra d. 4. september 1995 til 26. marts 2001, hvor World Wrestling Federations ugentlige tv-program Monday Night Raw gik direkte op imod World Championship Wrestlings WCW Monday Nitro i en kamp om tv-seere hver mandag aften.  
Kampen om tv-seere var en del af en overordnet kamp om, hvilken af de to organisationer, der var størst og ville overleve. Der blev brugt en masse beskidte tricks i kampen om seere, og flere wrestlere, forfattere og andet personale gik pludseligt fra den organisation til den anden adskillige gange i denne periode. Extreme Championship Wrestling var ganske vist ikke en del af Monday Night Wars, men havde dog alligevel stor indflydelse på amerikansk wrestling i denne periode og fungerede dermed som tredje part i krigene. Monday Night Wars sluttede i foråret 2001 med AOL Time Warners salg af World Championship Wrestling til konkurrenten World Wrestling Federation, og den sidste episode af WCW Monday Nitro fandt sted d. 26. marts 2001. RAW sendes fortsat hver mandag aften.  
| Sport | Spire Denne artikel om sport er en spire som bør udbygges. Du er velkommen til at hjælpe Wikipedia ved at udvide den. |